# Все гаразд (фільм, 1988)
«Все гаразд» («Viss kārtībā») — радянський художній фільм 1988 року, знятий режисером Олегом Розенбергом на Ризькій кіностудії.

## Сюжет
Вона, на подив своєї мами, обрана комсоргом. Питання пожвавлення комсомольського життя стає головним для юної, принципової та енергійної особи в той час, коли її мати переживає важке та чисте кохання.

## У ролях
- Тину Карк — Сергій Янович
- Лариса Мальована — Міла
- Мар'яна Полтєва — Женька
- Марія Пирєнкова — роль другого плану
- Тереза Лінкайте — роль другого плану
- Ірина Єгорова — роль другого плану
- Людмила Голубєва — роль другого плану
- Ікар Самарджиєв — роль другого плану
- Гіртс Кестеріс — роль другого плану
- Іварс Браковскіс — роль другого плану

## Знімальна група
- Режисер — Олег Розенберг
- Сценарист — Олена Райська
- Оператор — Андріс Селецкіс
- Композитор — Мартіньш Браунс
- Художник — Ієва Романова